# Irske Hav
Det Irske Hav er beliggende mellem Irland på vestsiden og England, Skotland, og Wales på østsiden.
Det Irske Hav er forbundet med Atlanterhavet gennem St. George's Channel (mellem Irland og Wales) i syd og North Channel (mellem Irland og Skotland) i nord. Nordgrænsen for Irske Hav anses at gå mellem Mull of Galloway i det sydlige Skotland og Ballyquintin Point i Nordirland, mens grænsen mod Atlanterhavet i syd udgøres af en linje mellem sydvestspidsen af Wales og Carnsore Point i Irland. Øen Isle of Man ligger i havet.

## Eksterne links
- Wikimedia Commons har flere filer relateret til Irske Hav

53°30′N 5°00′V / 53.5°N 5°V